# Подстраивающийся победитель
Подстраивающийся победитель (англ. Adjusted Winner procedure) — процедура решения задачи справедливого дележа, которая была предложена американскими учеными Стивеном Брамсом и Аланом Д. Тейлором в 90-е годы XX века.

## Описание
Предмет дележа оценивается каждым игроком в соответствии с его субъективным восприятием и делится на основе полученного рейтинга.

## Пример
Пусть объединение работодателей и профсоюзов наемных работников обсуждают трудовое соглашение, в котором присутствует 6 пунктов: повышение заработной платы в начале года, величина минимальной заработной платы, доля медицинской страховки, которую должен оплачивать работодатель, пенсионный возраст, размер надбавки за выслугу лет и пособие, выплачиваемое при увольнении.
Решения, принятые игроками, представлены в таблице:
| № | Проблема                | Решение, предлагаемое | Решение, предлагаемое  |
| № | Проблема                | работодателем         | профсоюзом             |
| - | ----------------------- | --------------------- | ---------------------- |
| 1 | повышение зарплаты      | 10%                   | 15%                    |
| 2 | минимальная зарплата    | 1500                  | 2000                   |
| 3 | мед. страхование        | 50%                   | 75%                    |
| 4 | пенсионный возраст      | 60                    | 55                     |
| 5 | надбавка за выслугу лет | 600                   | 1000                   |
| 6 | пособие при увольнении  | трехмесячная зарплата | шестимесячная зарплата |

Как видно из таблицы, решения игроков расходятся по всем пунктам.
Решение по принципу «подстраивающийся победитель» предлагает следующее:
1. Каждый игрок распределяет 100 баллов между проблемными пунктами (наибольшее количество баллов получает самый важный с точки зрения игрока пункт)
2. В каждой строке судьей выбирается (отмечается) элемент с максимальным значением
3. Подсчитывается сумма выигранных баллов.

| № | Проблема                | Решение, предлагаемое | Решение, предлагаемое |
| № | Проблема                | работодателем         | профсоюзом            |
| - | ----------------------- | --------------------- | --------------------- |
| 1 | повышение зарплаты      | 10                    | 5                     |
| 2 | минимальная зарплата    | 35                    | 40                    |
| 3 | мед.страхование         | 15                    | 20                    |
| 4 | пенсионный возраст      | 15                    | 10                    |
| 5 | надбавка за выслугу лет | 15                    | 5                     |
| 6 | пособие при увольнении  | 10                    | 20                    |

| № | Проблема                | Решение, предлагаемое | Решение, предлагаемое |
| № | Проблема                | работодателем         | профсоюзом            |
| - | ----------------------- | --------------------- | --------------------- |
| 1 | повышение зарплаты      | 10                    | 5                     |
| 2 | минимальная зарплата    | 35                    | 40                    |
| 3 | мед.страхование         | 15                    | 20                    |
| 4 | пенсионный возраст      | 15                    | 10                    |
| 5 | надбавка за выслугу лет | 15                    | 5                     |
| 6 | пособие при увольнении  | 10                    | 20                    |
|   | Сумма баллов            | 40                    | 80                    |

Если суммы для всех игроков совпадают, то решение игры найдено. В приведенном примере суммы баллов не совпадают и, соответственно, такое решение не удовлетворяет условию равноценности.
На этом этапе и начинается «подстраивание» путём перераспределения доли того, кто получил больше в пользу того, кто получил меньше. Нужно отметить, что в этой части нужно работать только с теми пунктами, которые могут быть поделены.